# Ninguno, Bocoyna
Ninguno är en ort i Mexiko.   Den ligger i kommunen Bocoyna och delstaten Chihuahua, i den nordvästra delen av landet, 1 300 km nordväst om huvudstaden Mexico City. Ninguno ligger 2 277 meter över havet och antalet invånare är 212.
Terrängen runt Ninguno är huvudsakligen kuperad, men den allra närmaste omgivningen är platt. Ninguno ligger nere i en dal. Runt Ninguno är det glesbefolkat, med 13 invånare per kvadratkilometer. Närmaste större samhälle är Creel, 12,0 km söder om Ninguno. Omgivningarna runt Ninguno är i huvudsak ett öppet busklandskap.